# 日向冬樹
日向 冬樹（ひなた ふゆき）は、吉崎観音作の漫画『ケロロ軍曹』およびその関連作品に登場する架空の人物。

## 人物
この作品における地球人側の準主人公。主人公・ケロロの居候する住宅地「日向家」の長男である。
学年に関しては、原作では第1話地点で小学6年生の12歳設定だったが、第11話で中学1年生に進級した。アニメ版では初回から中学1年生設定となっている。一人称は「僕」（ボク）。
パートナーはケロロ軍曹。

### 外見・体格
髪と瞳の色は青みがかった黒（または紺色）で髪にはアホ毛がかかっており、後頭部の髪の先端が尖っている。原作では第3話までアホ毛が太いものと細いものの2本があったが、第4話以降では1本になっている。外見も初期の物と現在の物とではかなり作風が変わっている。アホ毛と紺色の髪は母親の日向秋譲り。
身長は152.5cm、体重は45kg。

### 頭脳
学力は一般レベルで、勉強の成績は平均的。だが、オカルトのこととなると並々ならぬ知識量を発揮する作中屈指のオカルトマニア。
そのオカルトに対する好奇心の強さは、幼少時から超常現象、超古代文明、未確認動物や宇宙人といった話題に並々ならぬ関心を示し、「学校の宿題より大事」とか「運動会をやるならオカルト大会も開くべき」「オカルトは自分のすべて」と発言する、中学校進学時にオカルトクラブを自発的に作るなどオカルト好きであることが垣間見えるエピソードが多く存在し、ケロロから「侮り難い」と言われるほど。またその好奇心の強さによってアンチバリアの効力をなくし、日向家に侵入したケロロを見抜けるほどである。
『ケロロ軍曹 ひみつ超ひゃっか』のパラメーター表によると、「戦闘力」は作中最低レベルだが、「賢さ」は最高レベルとされており、作中においても様々な事柄を論理的・科学的な考察に基づいて理論・実証を調査・解説をするといったどこか学者のような言動も見せる描写が多い。
作品内でもその事柄は数多く存在し、四字熟語・昆虫・ソメイヨシノ・相対性理論などその議題についても様々。四字熟語に関してはこれを口癖とするモア以上に使い方がわかっており、間違えて使用している彼女に正しい使い方を指導したこともある。
数多くのオカルト知識を活かして怪談話をするのも非常に上手く、クルル作成の「恐怖BOX」についている恐怖カウンターに想定よりも怖かったという反応が示され、夏美がその余りの恐さに気絶してしまい「二度とやるな」と言ったほどである。
自他共に認めるオカルトマニアだが、オカルトなら何でも妄信しているというわけではなく、例えば星座占いを「大雑把すぎる」と評したり、心霊写真を「ごっこ」と言い切りほとんど信用していないなど非理論的な説を騒ぎ立てるのは嫌っている。
鋭い観察力・洞察力を持つ頭脳派の一面もあり、アニメではその優れた客観的能力を生かして友人の探し物を見つけるのが上手な「名探偵」としての設定が追加されている。学校内ではその点を見込まれて、探し物以外でも事件の調査を依頼されることがある。ただし、依頼される事件には冬樹自身も「どうってことない」と評する程度のものが多い。
この影響からなのか、オカルト界では小学生の頃からちょっとした有名人らしく、アニメでは冬樹のライバルを自称する人物も多数登場する。
その反面、霊感は全くなく、自身は霊的な体験をしたことがない。またオカルト以外の分野には非常に疎く、学校の勉強にも興味が薄いため（むしろ嫌がっている発言もある）夏休みの宿題をギリギリまでため込んで、新学期直前に焦りだすことも多い。

### 性格
非常に穏和な平和主義者で、友情を大切にする性格。これはケロロ小隊をはじめとする多くの宇宙人たちと親しくなることに成功させるなど、種族の垣根を超えた"したたかな策略家"として振舞っている一面もある（後述）。
また周囲が大騒ぎしているなかで悠然と（のほほんと）しているなど、冷静（あるいはマイペース）な人物でもある。ただしオカルトが関係すると目の色が変わり、新しい宇宙人（特にケロロの仲間）の来訪を聞くと興味を示す。オカルトの他に天体観測も趣味としている。
その一方で度を過ぎたいたずらや信頼を裏切るような行為を行われた際には、非常に激しく怒って顔色を暗くさせるなど凶悪な表情が露になる。この表情は「伝説の顔」「衝撃映像」とも言われ、普段は大人しくて優しい上、滅多に怒ることがないだけに、怒らせてしまうと日向家の中では一番怖く、その恐ろしさは夏美を軽く上回るため、一度怒らせると短気で好戦的な夏美ですら全くなだめられなくなる。
なおこの「冬樹の激怒」は『ケロロ軍曹 メロメロバトルロイヤル』・続編の『ケロロ軍曹 メロメロバトルロイヤルZ』では超必殺技となっており（技名「衝撃映像!」）、リーチは短いものの捕まったら最後防御不可能なゲーム中最高の攻撃技とされ、基本能力が低めに設定されている冬樹にとってのまさに最後の切り札となっている。
幼少の頃は、現在と違ってかなりやんちゃな性格だった。また、「（国会を征服して）日向冬樹帝国を作る」「世界征服する」というのが、将来の夢だったらしい。体が子供に戻ってしまう話では、わがままで暴力的な性格も描かれ、世界征服の内容も「おもちゃ屋のおもちゃを無料にする」「良いおもちゃのみ売る」といった感じで「みんなが楽しく暮らせるようにする」ことを目的としていることなどを見ると、幼少の頃から根は優しい性格だった様子である。
昆虫の知識はあるものの、昆虫そのものは嫌っている。理由としては「人類よりもはるかに昔から生存している昆虫が、いずれは人類に取って代わって地球の支配者になるのでは？」という仮説を持っているから。一度日向家に昆虫が大集合したことがあり、その時は部屋に閉じこもって毛布に包まり覚えているだけの虫知識を吐き出しながらずっと震えていた。また、カミキリムシの姿形を見なくても鳴き声だけでその名を正確に言い当てていた。

### 体力
身体は丈夫だが、作中屈指の運動音痴の持ち主。中でも跳び箱が特に苦手らしく、水泳は「人類の進化を逆行する行為」、スキーは「不毛な上下運動」と評するように、スポーツに関して難癖をつけて批判することがあり、運動会の時期になると非常に憂鬱そうな顔をして落ち込む様子が描かれる。
作中ではギロロから「平均的」と評されたが、ガイドブックでは「そのスペックは決して低いものではないのかも!?」と表現されていることから、公式側の見解としては「がんばれば何とかなる」という解釈になっている。
それ故に水泳に関しても、「泳げない」というより「息継ぎができない」というのが、より正確であると言える。
ただしボウリングは例外として何故か得意であり、その投げ方もボールが彼にとっては重過ぎるためなのか本来の投げ方ができず、両手で抱きかかえたボールを転がすように投げるかなり特殊な投球方法をする。ボールのスピード自体は非常に遅いのだが、なぜかガターになりそうでならない軌道を描いたまま最後にはポケットを捕らえ、ストライクになる。夏美曰く「冬樹に一度も勝ったことはない」らしい。
ごく稀に、身の危険が迫った場合などには驚異的な身体能力を発揮することがあり、周囲はこれを「日向の血の覚醒」と呼んでいる。

### 宇宙外交官
上述の通り、作品内では事実上地球唯一の「宇宙外交官」という立ち位置が設定されている。作中でも冬樹がこの「宇宙外交官」の役職を自任している他、外交面で地球の平和を幾度となく救っていることから、作中のキャラクターたちもこのポジションについてはかなり信頼を抱いていることが多い。
やり方としては、まずは「対決」でなく「友好」で臨み、結果的に平和的な解決方法へと導く。それ故に彼にとっては相手の性格・性質に合わせた策をとるというのが最も有効的な手法であると考えており、ケロロ小隊の侵略に対しても、夏美が常に疑いの目を向けるのに対して彼は「きっと何か事情があるんだよ」と発言するなど、常に擁護する立場で見ていることがある。
ただし、すべてを寛容的な目で見ているというわけでもないようで、内容によっては交渉・駆け引き・策略を通じてそれなりの対応をとることもあり、興味があるから見逃している宇宙人の活動に対しても、本当に危険と判断した相手の場合には、強引な手段で相手に気迫を与えることもある。
このように、冬樹は多くの宇宙人との友好・信頼関係を築き、また外交官らしく楽観視な策略の手腕もあるが、戦闘能力は非常に低いため、問答無用で来られると簡単に拘束されてしまう場合も多く、猛獣のような、交渉が通用しない相手だと非常に弱い。

### 経歴
幼き日は母親である秋の家ではなく、祖母の日向秋奈の家で暮らしていた。
オカルトの興味に関しては、アニメでは『モンスター大百科』という本がきっかけでオカルト好きになったということが明かされている。
小学4年生のときに秋と一緒に暮らすことになり、その影響で元いた学校（学校名は不明）から転校という形で四鷹小学校へ編入、そしてそのまま吉祥学園中等部へと入学した。現在は同校の1年B組に在籍しており、夏美・秋と共に日向家で暮らしている。
中学校内の部活動に関しては、非公認のオカルトクラブを自主的に設置し、その部長になった。原作では当初漫画研究部に所属していたが、いつの間にか退部してクラスメイトの西澤桃華と共にオカルトクラブを設立したことになっている。

### 人間関係
決して無口でも内気でもない冬樹だが、彼本人としては一人で読書などをしているのが好きなようで、桃華やクラブ活動の友人を除けば彼の友人はほとんど本編中に登場しない。しかし原作初期の小学生時代にはオカルトクラブの友人がいた描写があったため、全くいない訳ではない。しかしアニメ第131話で夏美に「絶対友達少ないでしょ」と言われているシーンがあることから基本的には自主的に友達をつくるような性格ではないらしい。
ケロロに対しては、彼から没収したケロボールの管理をしていながらも、強い絆と友情を誓い合っている。そのためにケロロは彼の「友達じゃないか」という台詞に異常なほど弱い。原作10巻でガルル小隊が地球侵略の任務交代に来た際に、ケロロは完全に地球人と過ごした記憶や思い出を全て洗い流されたが、肉体の浄化までは完全にできず冬樹の涙ながらの必死の言葉によって元に戻った、ということがあり、これがケロロと冬樹の強い絆を裏付けているといえる。またケロロが一番恐れているのは、ニョロロに水分を吸われてしまうことでも夏美からボコボコにされることでもなく、冬樹が本気でキレることなのである。それ故、ケロロは冬樹を怒らせてしまったと思うと恐怖心から大量の冷や汗を掻き、命乞いをするかのようにひたすら謝り倒すということも多い。
日向夏美のことは「姉ちゃん」と呼び、夏美の活躍で助けられた例は多い。戦いが苦手な彼を補う関係にもなっており、原作11巻では夏美がガルル小隊に対して「冬樹がキレたらシャレにならないわよ」と脅しに冬樹を利用したこともある。原作単行本の人物相関図において、12巻までは夏美に対して「絶対服従」とされていたが、13巻からは夏美との関係が「ケンカしたり、ささえあったり」という言葉に変わった。またオカルト否定派ではあるもののかなりの霊感体質を持つ夏美をうらやましく思っていることもある。
学校内では、捏造写真を多用する吉祥学園新聞部とは対立が絶えない。
ガルルからは、一度は対決した相手でありながらも休暇を利用してある意味の観光とてやって来た際には、歓迎して自宅へあがるように勧めていたりと友好的な関係を結ぼうとしている。
ケロロのことは「軍曹」と階級で呼ぶが、他のケロロ小隊隊員は名前で呼ぶ。ただし、小説版ではケロロのことを「ケロロ」と名前で呼んだことがある他、ギロロのことは「伍長」と階級で呼ぶことが多く、クルルも階級で呼んだことがある。
アニメではクルルとの会話や共に行動することも多く、またソウルダイバーの修理に協力するなど仲が良いようである。

#### 恋愛面
優しい性格故に多くの女性に好かれていることもある。
特にクラスメートの西澤桃華が彼に恋愛感情を抱いているというのはよく触れられ、彼女がなんらかの形で彼に告白しようとアプローチを試みるが幾度となく失敗するというエピソードも数多い。冬樹本人は恋愛感情に鈍感ということもあり、基本的に桃華に対する認識は「友達」としてである。出会い当初の関係性は「大切なオカルト部員」であった上に、現在でも好意を寄せられていることに気づいていない描写は多く見られるが、アニメ第98話で吉岡平と桃華の駆け落ちを「仕方のないことだ」と言って少し寂しげな顔をする、原作単行本20巻で桃華を意識しているなど物語が進むにつれて2人の距離は少しながら縮まっている描写も多々ある。冬樹は普段桃華のことを「西澤さん」と呼んでいる。なお、桃華の母・桜華に対しても「西澤さんの友達」と自己紹介している。
その他にも月神散世とアリサ＝サザンクロスも彼に好意を抱いている。さらに原作当初では冬樹が時々影を帯びる描写があり、そこが可愛いと言われていた。これで春世が恋を感じたこともある。アホトロン星人であるすももは彼の影を帯びる時の様子を「どちらかと言えば、カワイイタイプ」と評していた。
その一方、冬樹が海でノントルマの少女と出会った時には彼女に惚れていたようである。そのノントルマの少女からも惚れられているような描写がいくつか存在し、単行本第7巻の巻末イラストには冬樹の残した潜水スーツを大事そうに抱きしめたものもある。また、アニメ第34話Bパートでは冬樹が幼い頃通っていた床屋の娘と遭遇した際に顔を赤らめていた描写がある。

### その他のエピソード
- 作者の吉崎観音は、冬樹を自分の感じる今[注 16]の男の子のリアルな人物像として登場させたと語っている。その理由については「『漫画のキャラとしても生きない』『とっつきにくい部分がある』そういう人物像こそ反映させるのが現代の漫画として重要だと思ったから」とコメントしている[7]。
- また吉崎は原作17巻限定版のインタビューにて「冬樹は連載直前まで出すかどうか迷っていた」とも語っていた。その詳細は長らく明かされていなかったが、単行本31巻の特別編にてその理由が20年という長い月日が経った際にようやく明かされ、当初ケロロ軍曹という作品はハーレム作品として構想を練っていたものの、連載直前に老若男女問わず皆に愛される作品にしたいという吉崎自身の意向によってケロロのパートナーを変更する際に男の子である冬樹を生み出したということを明かしている[9]。
- 携帯電話は、原作14巻ではNTTDoCoMoのNEC端末・N702iDを使用している。原作の16巻ではNTTDoCoMoのNEC端末・N904iを使用している。超劇場版ではauの京セラ端末・W42K（?）に似た機種を使用していた。またアニメ3rdシーズンではNTTDoCoMoのパナソニックモバイル端末・P506iCらしき端末を使用している。原作1巻では、NTTdocomoのP208iらしきものを使用していた。
- ラジオ番組『川上とも子のうさぎのみみたぶ』における人気投票では5位に選ばれた。
- アニメでは白ブリーフを愛用しており、劇中でも何度かネタにされている。アニメ254話ではとあるきっかけでわずかな期間トランクスを着用していたが、その回でしばらくブリーフ派でいくことを決めた。尚、原作ではボクサーブリーフを着用している。

## 声優に関して
アニメにおける初代声優の川上とも子が冬樹役を担当していたのは、2008年9月20日放送の第230話までである。その翌週の第231話には冬樹が登場しなかったが、この時川上は長期の病気療養に入ったため、代役として桑島法子に交代することになり、同年放送の第232話Aパートの初めに「川上とも子さんが病気療養中のため、冬樹役の声が変わります」と注釈された。なお2009年3月7日公開の『超劇場版ケロロ軍曹 撃侵ドラゴンウォリアーズであります!』では川上が闘病中に冬樹の声を担当していたことを監督である佐藤順一が明かしている。
テレビアニメ版終了後の2011年6月9日に川上は卵巣がんのため死去、アニメ版では第230話と劇場版第4作が最後の出演となった。現在はそのまま桑島が冬樹役を引き継いでおり、2014年のフラッシュアニメ版でも桑島が冬樹役を担当している。